# زوی روزن
زوی روزن (به عبری: צבי רוזן) مدافع اهل اسرائیل است که از سال ۱۹۶۸ تا ۱۹۷۵ میلادی عضو تیم ملی فوتبال اسرائیل بوده و در ۵۸ بازی ملی حضور داشته است. زوی روزن توانسته در بازی‌های ملی، ۵ گل به ثمر برساند.